# Relações entre China e Tajiquistão
As relações entre China e Tajiquistão são as relações bilaterais entre a República Popular da China e a República do Tajiquistão, estabelecidas em 4 de janeiro de 1992, pouco depois da dissolução da União Soviética.

## Relações bilaterais

### Economia e comércio
O volume de negócios total entre os dois países em 2012 atingiu $ 2 bilhões. A China está entre os três maiores parceiros comerciais do Tajiquistão. Uma série de grandes empresas chinesas de diversos setores operam no Tajiquistão.

### Cooperação internacional
O Tadjiquistão e a China são membros ativos de organizações regionais e internacionais e cooperam estreitamente no âmbito destas organizações, em especial a Organização de Cooperação de Xangai.
Tendo fronteira com a sua província muçulmana de Xinjiang, a estabilidade política do Tajiquistão é muito importante para a China. A China apoia firmemente os esforços do Tajiquistão para preservar a segurança nacional e a estabilidade, além de ajudar o Tajiquistão no desenvolvimento econômico. Em 2012, o Tajiquistão obteve da China a promessa de quase $ 1 bilhão sob a forma de subvenções, assistência técnica e créditos em condições preferenciais. 
Com a assinatura da Declaração Conjunta entre a República do Tajiquistão e a República Popular da China sobre o estabelecimento de uma parceria estratégica, foi aberta uma nova página de cooperação bilateral entre o Tajiquistão e a China.
Hoje, a China é um parceiro estratégico da República do Tajiquistão, assim, o fortalecimento e desenvolvimento das relações bilaterais de amizade e cooperação com a China é uma das prioridades na política externa do Tajiquistão.
Em 2011, a China e o Tajiquistão assinaram um acordo mútuo histórico decidindo uma disputa de fronteira centenária, com o Tadjiquistão cedendo mais de 1.000 quilômetros quadrados (386 milhas quadradas) de território à China. 